# エリク・マイヤー
エリク・マイヤー（Erik Meijer、1969年8月2日 - ）は、オランダ・メールセン出身の元サッカー選手、サッカー指導者。ポジションはFW。